# 第十四季超級籃球聯賽季後賽
第十四季超級籃球聯賽季後賽是第十四季超級籃球聯賽例行賽後的系列賽程，第一輪將在2017年3月4日開打，第二輪將在2017年3月11日開打；首輪四戰三勝；
例行賽第五的桃園璞園碰上第四的富邦勇士(富邦勇士先享有1勝的優勢)，結果桃園璞園連贏三場，以下剋上晉級第二輪，遇上例行賽第一的臺北達欣，結果由臺北達欣以4:1進入冠軍賽；
例行賽第六的金門酒廠碰上第三的台灣啤酒(台灣啤酒先享有1勝的優勢)，結果台灣啤酒連贏兩場晉級第二輪，遇上例行賽第二的新北裕隆，結果由新北裕隆以4:2進入冠軍賽；冠軍賽事將在3月25日開打。

## 晉級型式圖
|  | 第一輪 | 第一輪   | 第一輪 |  |  | 第二輪 | 第二輪     | 第二輪 |  |  | 冠軍賽 | 冠軍賽     | 冠軍賽 |
|  |        |          |        |  |  |        |            |        |  |  |        |            |        |
|  |        |          |        |  |  | 1      | 臺北達欣   | 4      |  |  |        |            |        |
|  | 4      | 富邦勇士 | 1      |  |  | 5      | 桃園璞園   | 1      |  |  |        |            |        |
|  | 5      | 桃園璞園 | 3      |  |  |        |            |        |  |  | 1      | 臺北達欣   | 4      |
|  |        |          |        |  |  |        |            |        |  |  | 2      | 裕隆納智捷 | 0      |
|  |        |          |        |  |  | 2      | 裕隆納智捷 | 4      |  |  |        |            |        |
|  | 3      | 台灣啤酒 | 3      |  |  | 3      | 台灣啤酒   | 2      |  |  |        |            |        |
|  | 6      | 金門酒廠 | 0      |  |  |        |            |        |  |  |        |            |        |

## 季後賽第一輪
Game 1
| 3月4日 17:00 |

| 賽後數據 |

| 富邦勇士 93–109 桃園璞園                                   |  |                                                         |
| 得分： 林書緯 36 篮板： 派翠克·歐布萊恩 10 助攻： 林書緯 7 |  | 得分： 戴維斯 25 篮板： 戴維斯 12 助攻： 簡浩, 彭俊諺 4 |

| 3月4日 19:00 |

| 賽後數據 |

| 台灣啤酒 89–80 金門酒廠                       |  |                                                      |
| 得分： 李恩 20 篮板： 李恩 20 助攻： 蔣淯安 4 |  | 得分： 菲爾普斯 20 篮板： 菲爾普斯 4 助攻： 林韋翰 4 |

Game 2
| 3月5日 17:00 |

| 賽後數據 |

| 桃園璞園 79–66 富邦勇士                                 |  |                                                                   |
| 得分： 戴維斯 22 篮板： 戴維斯 11 助攻： 陳堅恩, 簡浩 3 |  | 得分： 宋宇軒 17 篮板： 派翠克·歐布萊恩 9 助攻： 吳永仁, 張柏維 2 |

| 3月5日 19:00 |

| 賽後數據 |

| 金門酒廠 64–78 台灣啤酒                                 |  |                                                               |
| 得分： 菲爾普斯 22 篮板： 菲爾普斯 16 助攻： 菲爾普斯 4 |  | 得分： 于煥亞 20 篮板： 李恩 24 助攻： 李恩, 李愷諺, 林瑞堃 3 |

Game 3
| 日期 19:00 |

| 賽後數據 |

| 富邦勇士 78–79 桃園璞園                                             |  |                                                  |
| 得分： 派翠克·歐布萊恩 24 篮板： 派翠克·歐布萊恩 14 助攻： 林書緯 7 |  | 得分： 戴維斯 16 篮板： 戴維斯 9 助攻： 彭俊諺 4 |

## 季後賽第二輪
Game 1
| 3月11日 17:00 |

| 賽後數據 |

| 台北達欣 68–67 桃園璞園                                         |  |                                                                 |
| 得分： 施顏宗 17 篮板： 西姆·布拉 18 助攻： 西姆·布拉, 蘇翊傑 4 |  | 得分： 戴維斯 16 篮板： 戴維斯 10 助攻： 戴維斯, 李啟瑋, 簡浩 3 |

| 3月11日 19:00 |

| 賽後數據 |

| 裕隆納智捷 68–61 台灣啤酒                    |  |                                               |
| 得分： 賀夫 22 篮板： 周柏臣 9 助攻： 賀夫 5 |  | 得分： 李恩 14 篮板： 李恩 21 助攻： 蔣淯安 4 |

Game 2
| 3月12日 17:00 |

| 賽後數據 |

| 桃園璞園 87–98 台北達欣                          |  |                                                     |
| 得分： 戴維斯 26 篮板： 戴維斯 8 助攻： 彭俊諺 5 |  | 得分： 林冠綸 20 篮板： 西姆布拉 10 助攻： 周儀翔 5 |

| 3月12日 19:00 |

| 賽後數據 |

| 台灣啤酒 85–73 裕隆納智捷                     |  |                                                 |
| 得分： 李恩 26 篮板： 李恩 17 助攻： 蔣淯安 5 |  | 得分： 呂政儒 20 篮板： 賀夫 16 助攻： 陳世念 5 |

Game 3
| 3月14日 18:00 |

| 賽後數據 |

| 台北達欣 107–101 桃園璞園（OT2）                        |  |                                                   |
| 得分： 西姆·布拉 29 篮板： 西姆·布拉 20 助攻： 蘇翊傑 8 |  | 得分： 戴維斯 22 篮板： 戴維斯 13 助攻： 陳堅恩 4 |

| 3月14日 20:00 |

| 賽後數據 |

| 裕隆納智捷 68–76 台灣啤酒                     |  |                                                       |
| 得分： 呂政儒 20 篮板： 賀夫 16 助攻： 賀夫 4 |  | 得分： 李恩, 黃聰翰 20 篮板： 李恩 19 助攻： 于煥亞 6 |

Game 4
| 3月16日 18:00 |

| 賽後數據 |

| 桃園璞園 81–67 台北達欣                           |  |                                                         |
| 得分： 戴維斯 23 篮板： 戴維斯 11 助攻： 戴維斯 5 |  | 得分： 西姆·布拉 18 篮板： 西姆·布拉 19 助攻： 蘇翊傑 4 |

| 3月16日 20:00 |

| 賽後數據 |

| 台灣啤酒 67–78 裕隆納智捷                     |  |                                                  |
| 得分： 李恩 27 篮板： 李恩 14 助攻： 蔣淯安 5 |  | 得分： 呂政儒 23 篮板： 周柏臣 9 助攻： 陳世念 7 |

Game 5
| 3月18日 17:00 |

| 賽後數據 |

| 台北達欣 75–63 桃園璞園                                 |  |                                                                |
| 得分： 西姆·布拉 20 篮板： 西姆·布拉 16 助攻： 蘇翊傑 7 |  | 得分： 戴維斯 25 篮板： 戴維斯, 簡浩, 陳堅恩 7 助攻： 陳堅恩 6 |

| 3月18日 19:00 |

| 賽後數據 |

| 裕隆納智捷 65–59 台灣啤酒                      |  |                                               |
| 得分： 賀夫 12 篮板： 周柏臣 9 助攻： 呂政儒 3 |  | 得分： 李恩 12 篮板： 李恩 13 助攻： 于煥亞 4 |

Game 6
| 3月19日 19:00 |

| 賽後數據 |

| 台灣啤酒 68–74 裕隆納智捷                       |  |                                                    |
| 得分： 于煥亞 19 篮板： 李恩 14 助攻： 于煥亞 4 |  | 得分： 賀夫 30 篮板： 呂政儒, 賀夫 8 助攻： 賀夫 2 |